# 아이언 스카이 2: 더 커밍 레이스
아이언 스카이 2: 더 커밍 레이스(Iron Sky: The Coming Race)는 2018년에 개봉할 핀란드, 독일의 SF 코미디 액션 영화이다.

## 캐스팅
- 줄리아 디에체 - 레나테 리히터 역